# Чекменёв, Сергей Андреевич
Сергей Андреевич Чекменёв (3 августа 1922, деревня Нижнее Княжо, Великоустюжский уезд, Северо-Двинская губерния, РСФСР, ныне — в Лальском районе, Кировской области — 10 января 2008, Пятигорск, Ставропольский край) — советский и российский историк. Доктор исторических наук, профессор, Автор и соавтор многих книг и статей по истории Северного Кавказа. Среди них: «Социально-экономическое развитие Ставрополья и Кубани в конце XVIII и в первой половине XIX века» (1967), «Переселенцы» (1994), «Ставропольские крестьяне» (1994). Ректор Пятигорского института иностранных языков в 1967—1986 годах.  Заслуженный деятель науки РСФСР, действительный член (академик) Академии педагогических и социальных наук, Отличник народного просвещения РСФСР, Отличник просвещения СССР, Отличник высшего образования, Почётный гражданин города Пятигорска.

## Биография
Родился 3 августа 1922 года, в крестьянской семье, в деревне Нижнее Княже Лузского района Кировской области. В связи с начавшейся компанией по раскулачиванию зажиточных крестьян семья в 1932 году была вынуждена переехать сначала в Донбасс а после в шахтёрский посёлок Шахта № 11 в Карачаево-Черкесии. В 30-годах ему приходилась учится в различных школах, в том числе и национальных, учебных городках-интернатах, на рабфаке. После окончания двух курсов рабфака в 1939 году был принят на исторический факультет учительского института в г. Карачаевске (бывший Микоян-Шахар), который окончил летом 1941 года, когда началась Великая Отечественная война. После нескольких месяцев работы был призван в армию.
Служил в различных частях, окончил Полтавское танковое училище, был командиром танка и танкового взвода. Принимал участие в боях с нацистскими оккупантами на Северном Кавказе, на 1-м Украинском фронте, был несколько раз ранен, награждён.
В 1946 году демобилизован по состоянию здоровья, после чего поступил на 3 курс исторического факультета Пятигорского государственного педагогического института. Здесь он приобщился к историческим исследованиям и был рекомендован в аспирантуру, однако воспользоваться этим предложением он в то время не мог. Уехал в станицу Зеленчукскую Зеленчукского района Ставропольского края и с 1948 по 1950 годы работал в должности директора средней школы. Затем вновь был приглашён в аспирантуру на кафедру истории СССР Пятигорского пединститута. Окончив её, в 1953 году успешно защитил кандидатскую диссертацию на тему: «Заселение и освоение Ставрополья в конце 18 — начале 19 вв.»
После окончания аспирантуры С. А. Чекменёв был оставлен в Пятигорском пединституте в качестве старшего преподавателя, а затем доцента на кафедре истории СССР.
В 1967 году C.А. Чекменёв защитил докторскую диссертацию на тему: «Социально-экономическое развитие Ставрополья и Кубани во второй половине 18 вв. — первой половине 19 вв.» На данную тему была опубликована монография (22 п.л.)
В 1968 году ему было присвоено звание профессора, а в 1979 году — почётное звание «Заслуженный деятель науки РСФСР».

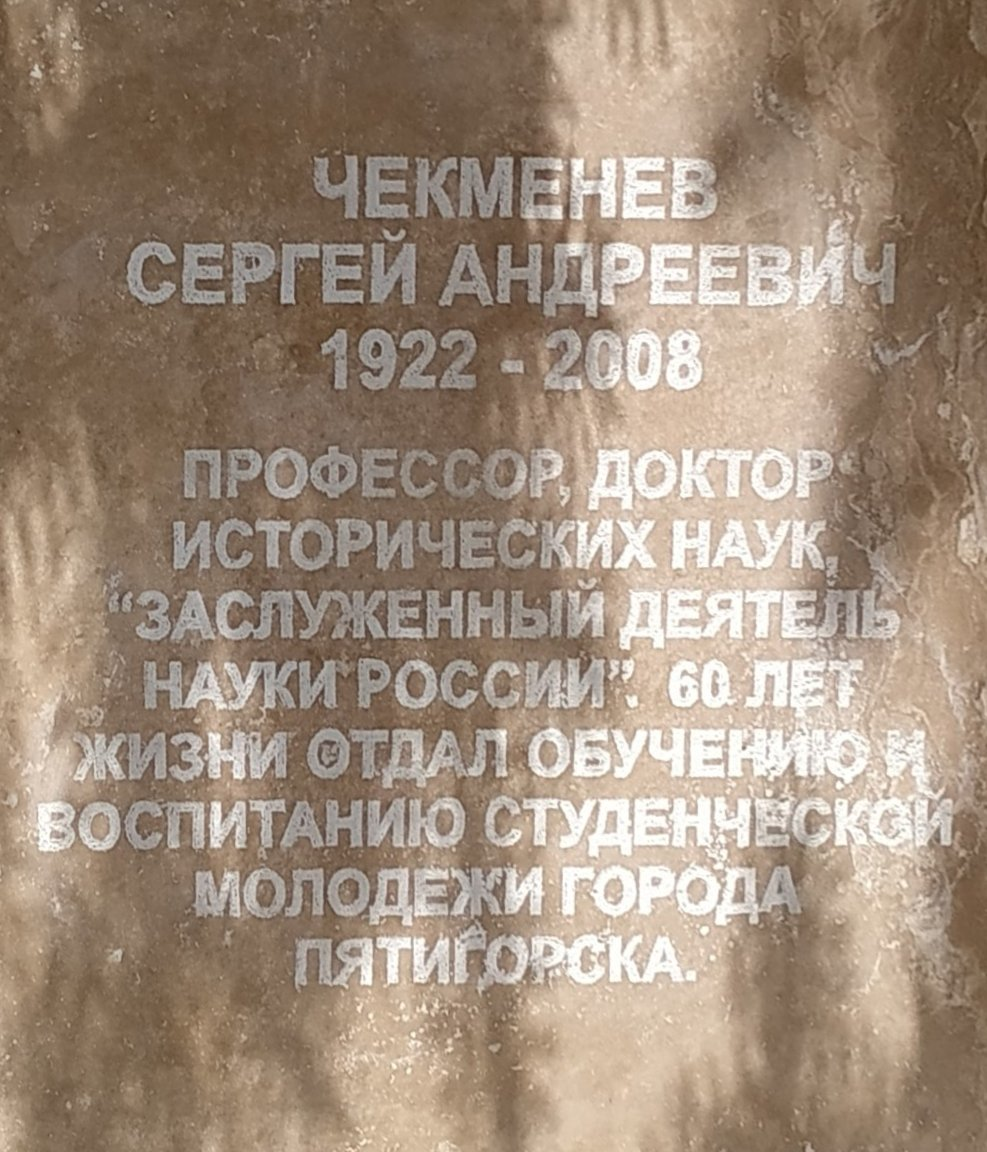
Мемориальная доска почётного гражданина

Умер 10 января 2008 года. Похоронен на аллее Почётных граждан Краснослободского кладбища Пятигорска.

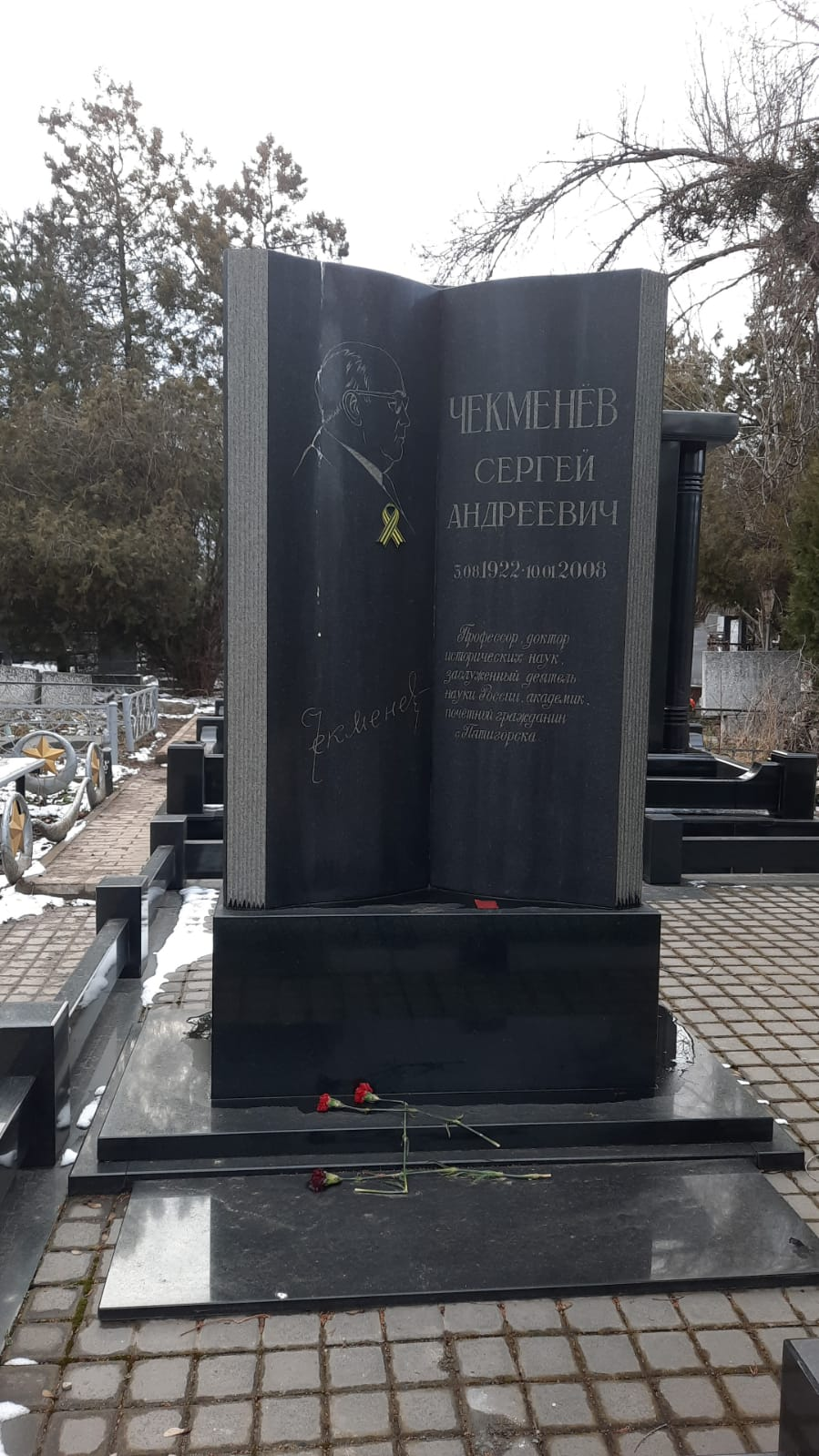
Памятник С. А. Чекменёву на Краснослободском кладбище в Пятигорске

## Общественное признание
- Почётный гражданин города Пятигорска[1]
- В 2015 году именем Сергея Чекменёва названа улица в городе Пятигорске[2].
- Американский Биографический институт (Северная Каролина) назвал его Человеком года (1993)[3].
- Его имя включено в элитарный список членов Международного биографического центра в Кембридже[3].